# 重庆市人民大礼堂
重庆市人民大礼堂位于重庆市渝中区上清寺至学田湾附近，是一座仿古民族建筑群，重庆市的标志性建筑之一。2013年3月5日列為第七批全國重點文物保護單位。

## 历史

### 建设背景
中国共产党占领西南地区后，1950年7月，西南军政委员会正式成立，首府设在重庆，但重庆整体市政与北京、上海、天津、武汉、广州等仍有差距，尤其是作为西南军政委员会开会场所的原国民党西南軍政长官公署，显得十分寒酸。
贺龙于1950年3月从成都迁往重庆办公。在二野召开的欢迎大会上，他表示：「我们解放了重庆这座雄伟的城市，还要把它建设成为一座现代化的城市。」他视察重庆之后说，重庆有220万人口，有那么多的党政机关、群众团体、工厂和学校，没有一座像样的集会场所怎么行？
于是，西南局邓小平、刘伯承、贺龙三位书记，同军政委员会副主席熊克武、龙云、刘文辉、王维舟议定，在重庆市修建供劳动人民集会、运动、娱乐的场所：西南军政委员会大会堂、劳动人民文化宫、西南博物院、大田湾体育场和体育馆、重庆市体委大楼（这些公共设施建成于1953年前后，被称为重庆的「六大建筑」）。
谈论设计构想时，邓小平、刘伯承、贺龙都主张「要搞，就要搞气派的，既能体现民族风格，又要具备现代化标准，质量要好，不但具备集会功能，还要具备展览、接待的功能，几十年后也不失其风采。」

### 方案筛选
大会堂选址就定在军政委员会会址对面的马鞍山上。贺龙提出，外观设计要把天坛、南京中山陵和广州中山纪念堂的特点“三合一”，要建成远东第一，西南局和军政委员会一致赞成。
设计施工任务，交给了西南军政委员会秘书长孙志远、财政部部长陈希云、工业部副部长万里、西南军政委员会办公厅主任段云和工程处处长张一粟。军委会组织建筑工程师们设计了5个大会堂的候选方案和沙盘模型，与1951年7月完成，开始征求意见。最终经过西南党政军各界领导观看后，选定了张家德的设计方案。
设计方案中，礼堂屋顶为半球形，直径46米，为钢网壳物架，重280吨，由36片经杆、19根线杆和75,000多枚柳钉连接，底部支座还有能适应热胀冷缩的自然滑动轴承装置。
设计风格上综合了明清建筑、参照广州中山堂的风格，设计了礼堂主体，将天坛和祈年殿和天安门城楼的风格综合在一起，再配以柱廊式的左右两翼，均以塔楼贯穿始终；内部结构为全钢架屋顶，外部仿南京中山陵蓝色琉璃瓦（后改为蓝绿色）做屋顶，朱红柱廊，白色栏杆，礼堂前广场上，还设计了金水桥和华表。

### 动工建设
工程地址：人民路学田湾以东蒲草田以西；

工程造价：二百亿（旧币）；

预定完工期限：一九五四，十月；

业主姓名：西南军政委员会

建筑师：张家德

营造厂：西南军政会工程处；

请照姓名及住址：西南军政委员会人民路282号

1951年6月，西南军区工兵营200多人，带20多台推土机、空压机，10多吨炸药，削山填沟，处理土石方30余万立方米。
工程立项初，冠名“西南军政委员会大礼堂”，在西南军政委员会改称行政委员会后，大会堂亦随之改为“西南行政委员会大会堂”。适逢第一个五年计划开始，苏联开始大规模对中华人民共和国进行援助，经西南中苏友好协会提议，正在施工的大会堂被命名为中苏大楼。
大礼堂1954年4月落成。1955年改名“重庆人民大礼堂”至今。重庆人民大礼堂曾被评为全国十大建筑，并被英国皇家建筑师学会编订出版的经典著作《比较建筑史》列为中华人民共和国建立后国内43项著名建筑的第二位。

## 建筑
大礼堂总占地面积6.6万平方米，分为大礼堂和东楼、南楼、北楼，总建筑面积18,500平方米。大礼堂建筑总高度为65米，其中礼堂高55米，可容观众4206人。
建筑中轴线对称，柱廊式的双翼，人民大礼堂外观像放大的北京天坛。以大礼堂为核心联系其他三部分。整个建筑群为设在巨大的台基之上，利用中国民族建筑元素体现宏大、庄重之美。
- 全景
- 主体建筑与牌坊
- 牌坊
- 室内